# Исполнительная башня
Исполнительная башня (исп. Torre Ejecutiva) является официальной резиденцией президента Уругвая.

## История

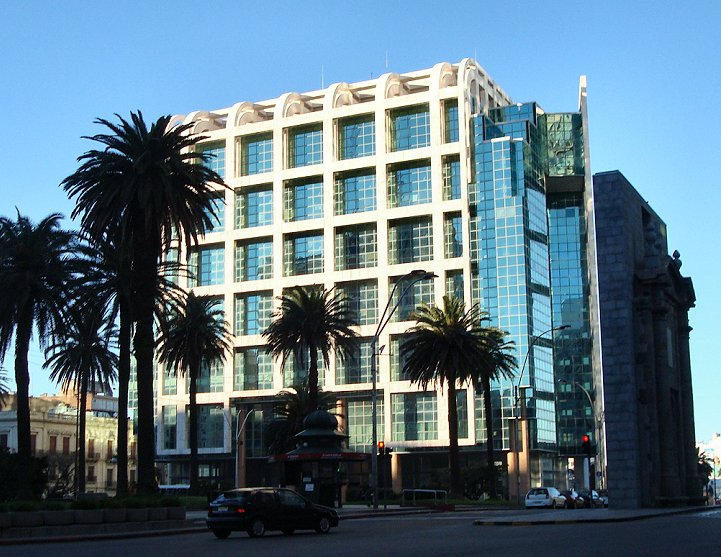

Оригинальный проект строительства был начат в 1965 году в качестве будущего Дворца правосудия, но государственный переворот 1973 года прервал строительство.
В 1985 году, к окончанию военного правительства, здание было слишком малым для системы уругвайского правосудия, поэтому проект остался незавершённым в течение многих десятилетий, пока в марте 2006 года президент Уругвая Табаре Васкес не решил закончить здание и использовать его в качестве дополнения к дворцу Эстевес. Кабинет президента был перенесен туда из Либерти-билдинг в сентябре 2009 года, после вступления Хосе Мухики, кандидата Широкого фронта, на пост президента Уругвая.
На самом деле здание не принадлежит президенту Уругвая, а находится в ведении государственной компании Legader С.А., отвечающей за аренду офисных помещений и финансирование работ в здании.

## Архитектура
Здание имеет двенадцать этажей, первые девять разделены на два сектора: северный, с видом на площадь Независимости, с кабинетом президента, управлением планирования и бюджета и национальной гражданской службой; южный, с видом на набережную, с местом заседаний президента и международных организаций (UNASEV и AGESIC).
Остальные этажи, 10, 11 и 12, заняты исключительно правительством и президентскими службами.